# Llanddona

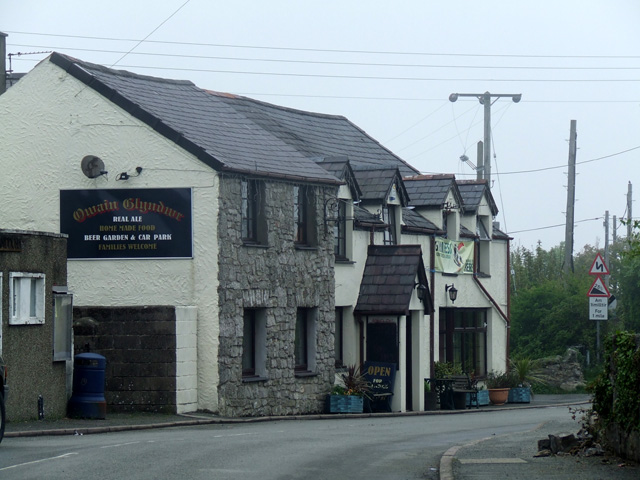
Pub de Owain Glyndwr en Llanddona.

Llanddona es un pueblo famoso por su playa Ynys Môn (isla Anglesey), en Gales del Norte.
Se localiza entre Benllech y Beaumaris. Es famoso como destino de verano en Anglesey, especialmente para las familias. La playa tiene buen tamaño sin ser gigantesca y posee abundante arena amarilla limpia; aunque el área de la playa se ha reducido, no representa un cambio alarmante.
Llanddona no tiene tiendas, pero posee una escuela de equitación y un pub.
La estación de transmisión de Llanddona se localiza aproximadamente una milla al noreste del pueblo. La estación es el principal sitio de emisión de televisión y radio en el norte de Gales.